# Łukas Krzemieńczuk
Łukas Krzemieńczuk (ukr. Футбольний клуб «Лукас» Кременчук, Futbolnyj Kłub "Łukas" Kremenczuk) – ukraiński klub futsalu, mający siedzibę w mieście Krzemieńczuk. W sezonie 2014/15 występował w futsalowej Ekstra-Lidze Ukrainy.

## Historia
Chronologia nazw:
- 2009: Łukas Krzemieńczuk (ukr. «Лукас» Кременчук)
- 2015: klub rozwiązano

Klub futsalowy Łukas Krzemieńczuk został założony w Krzemieńczuku 1 listopada 2009 roku i reprezentował firmę Delivery. Najpierw zespół startował w mistrzostwach miasta. W 2009 zwyciężył w Trzeciej lidze, w sezonie 2009/10 został mistrzem Pierwszej ligi i awansował do najwyższej ligi. W sezonie 2010/11 startował w najwyższej lidze miasta, zwaną Persza liha, zajmując 4.miejsce. W sezonie 2012/13 klub debiutował w profesjonalnych rozgrywkach Drugiej Ligi. Najpierw zwyciężył w grupie centralnej, a potem w finale wywalczył wicemistrzostwo ligi. W sezonie 2013/14 startował Pierwszej Ligi, zajmując trzecie miejsce. W sezonie 2014/15 zespół debiutował w Ekstra-lidze. Po rundzie podstawowej zajął 8.miejsce, kwalifikując do play-off. W ćwierćfinale przegrał z aktualnym mistrzem MFK Łokomotyw Charków, ale tak jak w barażach o 5-8 miejsca zrezygnowały dwa kluby (ŁTK Ługańsk i Kardynał Równe), to klub przegrywając z Tytan-Zoria Pokrowśke, zajął końcowe 6.miejsce. Jednak w kolejnym sezonie 2015/16 klub z powodów finansowych nie przystąpił do rozgrywek profesjonalnych i wkrótce został rozwiązany.

## Barwy klubowe, strój
| Czerwony | Biały |

Zawodnicy klubu zazwyczaj grali swoje mecze domowe w czerwono-białych strojach.

## Sukcesy

### Trofea międzynarodowe
Nie uczestniczył w rozgrywkach europejskich (stan na 31-05-2019).

### Trofea krajowe
| \| \| Zdobyte trofea w rozgrywkach Ukrainy (stan na: 31-05-2019) \| |                                                            |      |          |
| Rozgrywki                                                           | Osiągnięcie                                                | Razy | Sezon(y) |
| · Mistrzostwo                                                       | I miejsce                                                  | 0    |          |
| · Mistrzostwo                                                       | II miejsce                                                 | 0    |          |
| · Mistrzostwo                                                       | III miejsce                                                | 0    |          |
| · Mistrzostwo                                                       | 6.miejsce                                                  | 1    | 2014/15  |
| Puchar                                                              | zdobywca                                                   | 0    |          |
| Puchar                                                              | finalista                                                  | 0    |          |
| Puchar                                                              | półfinalista                                               | 1    | 2013/14  |
| II liga                                                             | I miejsce                                                  | 0    |          |
| II liga                                                             | II miejsce                                                 | 0    |          |
| II liga                                                             | III miejsce                                                | 1    | 2013/14  |
| Ukraina                                                             | Zdobyte trofea w rozgrywkach Ukrainy (stan na: 31-05-2019) |      |          |

## Piłkarze i trenerzy klubu

### Trenerzy
Wałentyn Cwełych (2012–2015)

## Struktura klubu

### Stadion
Klub rozgrywał swoje mecze domowe w Hali SK Politechnik w Krzemieńczuku. Pojemność: 500 miejsc siedzących.

### Sponsorzy
- "Łukas"